# Hoofdstraat 11 (Hoogeveen)
Het pand Hoofdstraat 11 in de Nederlandse plaats Hoogeveen is een monumentaal herenhuis.

## Beschrijving
Het pand werd gebouwd in opdracht van een vervenersfamilie naar een ontwerp van gemeente-architect Hendrik Egberts Hoegsma. Het woonhuis werd opgetrokken in baksteen met een L-vormige plattegrond, onder een samengesteld dak met Friese pannen. De voorgevel heeft een symmetrische indeling. De entree is geplaatst in de middenpartij, met een dubbele deur onder een glas-in-loodbovenlicht. Daarboven is een balkon aangebracht, met gietijzeren hekwerk op consoles. De middenpartij wordt besloten door een dakkapel met dubbele balkondeuren. Aan weerszijden van de middenpartij zijn in de gevel twee vensters met bovenlicht geplaatst, onder een segmentboog in gele steen. 

### Waardering
Het pand werd in 1997 als rijksmonument opgenomen in het monumentenregister, het is van "architectuur-, en cultuurhistorisch belang vanwege de eclectische bouwstijl en de zorgvuldige vormgeving van met name de voorgevel, de hoge mate van gaafheid van het exterieur (interieur?). In relatie met de omringende bebouwing van stedebouwkundig belang vanwege de ligging in het bijzondere gebied langs de voormalig Hoogeveensche Vaart."